# هايدي كولينز
هايدي كولينز (بالإنجليزية: Heidi Collins)‏ هي مراسلة وصحفية أمريكية، ولدت في 1 يونيو 1967 في مينيسوتا في الولايات المتحدة.